# Курасанов, Пётр Семёнович
Пётр Семёнович Курасанов (25 января 1917, село Черемшан, Казанская губерния — 14 февраля 2008, Омск) — советский офицер-артиллерист в годы Великой Отечественной войны и военачальник в послевоенный период, Герой Советского Союза (31.05.1945). Генерал-майор артиллерии (1961).

## Молодость
Окончил среднюю школу. В 1935 году поступил в Казанский учительский институт. После окончания его два года работал в Первомайском районе инспектором районо.
В 1939 году добровольно ушёл в Красную Армию и был зачислен курсантом Смоленского артиллерийского училища, которое окончил в 1941 году. 

## Великая Отечественная война
22 июня 1941 года в составе гаубично-артиллерийского полка, будучи командиром взвода, младший лейтенант Курасанов вступил в бой с гитлеровскими захватчиками на Юго-Западном фронте. Участник трагических оборонительных сражений на Западной Украине и Киевской оборонительной операции. 9 сентября 1941 года попал в окружение в «Киевском котле» и только через 20 суток сумел выйти к своим, выведя при этом группу из 12 бойцов. Затем участвовал в ряде других оборонительных и наступательных операций Юго-Западного фронта. С июля 1942 года воевал на Сталинградском и Донском фронтах, командовал артиллерийской батареей. В бою 25 августа 1942 года был легко ранен, отказался покинуть позиции и продолжал командовать батареей до отражения атаки врага. С сентября 1942 года — член ВКП(б) (партийный билет № 5036602).
С июля 1943 года воевал на Центральном, Белорусском, 1-м Белорусском фронтах. Участник Черниговско-Припятской операции, битвы за Днепр, Гомельско-Речицкой, Калинковичско-Мозырской, Белорусской, Висло-Одерской и Восточно-Померанской наступательных операций. Был помощником начальника штаба истребительно-противотанкового артиллерийского полка, с 1944 года — заместитель командира полка по строевой части. Кроме многочисленных боевых отличий в качестве командира подразделений, имел на личном боевом счету несколько уничтоженных танков и бронемашин врага.
Заместитель командира по строевой части 206-го истребительно-противотанкового артиллерийского полка (20-я отдельная истребительно-противотанковая артиллерийская бригада РГК, 2-я гвардейская танковая армия, 1-й Белорусский фронт) майор Пётр Семёнович Курасанов проявил личное мужество и мастерство командира в Берлинской наступательной операции. С 16 апреля 1945 года полк выполнял боевую задачу по артиллерийской поддержке наступления 47-й, 50-й и 65-й танковых и 33-й мотострелковой бригад. Лично руководил действиями подразделений полка при форсировании трёх рек, взятии четырёх городов и 6 крупных населённых пунктов. При штурме Берлина на пути наступающих советских частей оказалась мощная преграда — оборудованный в единый узел обороны комплекс массивных зданий военно-морского училища, обороняемый фанатично настроенными моряками-подводниками. Майор Курасанов изучил подступы к училищу, после чего лично вывел на прямую наводку несколько батарей полка. Артиллеристы расстреливали стены казарм с расстояния в 100-200 метров непрерывно в течение двух часов подряд. Майор Курасанов постоянно находился у орудий, обеспечивая точный непрерывный огонь, невзирая на вражеский ответный огонь. В итоге здания были обрушены, похоронив под собой большую часть гарнизона. Кроме того, были уничтожены 4 вражеских танка, 3 штурмовых орудия, 6 артиллерийских орудий, 10 миномётов и 12 пулемётов, до 600 солдат. После обрушения зданий стрелковые и танковые подразделения стремительно овладели всей территорией училища.
Указом Президиума Верховного Совета СССР от 31 мая 1945 года за «образцовое выполнение боевых заданий командования на фронте борьбы с немецкими захватчиками и проявленные при этом отвагу и геройство» майору Петру Семёновичу Курасанову присвоено звание Героя Советского Союза с вручением ордена Ленина и медали «Золотая Звезда».

## Мирное время
Продолжал службу в Советской армии. С мая 1946 года — заместитель командира полка по строевой части. В 1951 году окончил Высшую офицерскую артиллерийскую школу в Ленинграде. С 1953 — командир артиллерийского полка, с 1954 — заместитель командира артиллерийской бригады, с мая 1956 — командир пушечной артиллерийской бригады. С 1958 — командир гвардейского реактивного полка. С 1959 — командир гаубичной артиллерийской бригады.
В Ракетные войска стратегического назначения СССР переведён в августе 1960 года, был назначен командиром 213-й ракетной бригады (Омск). С июня 1961 по март 1965 года — командир 49-й гвардейской ракетной дивизии 50-й Смоленской ракетной армии (г. Лида, Гродненская область). В 1965 году генерал-майор артиллерии П. С. Курасанов уволен в запас. 
Жил в Омске. Там же скончался. Похоронен на Старо-Северном кладбище.

## Награды
- Герой Советского Союза (31.05.1945)
- Орден Ленина (31.05.1945)
- Орден Красного Знамени (26.08.1944)
- Орден Александра Невского (7.04.1945)
- Орден Отечественной войны 1-й степени (11.03.1985) и 2-й степени (9.02.1944)
- Два ордена Красной Звезды (14.12.1942, 5.11.1954)
- Медаль «За боевые заслуги» (6.04.1947)
- Медаль «За оборону Сталинграда»
- Медаль «За освобождение Варшавы» (9.06.1945)
- Медаль «За взятие Берлина» (9.06.1945)
- Ряд медалей[3]

## Память
- На доме № 6 по улице Ленина города Омска, в котором в 1965-2008[4] годах жил П. С. Курасанов, установлена мемориальная доска (2012).
- Именем Героя названа средняя общеобразовательная школа №1 и улица в селе Черемшан, на здании школы — мемориальная доска.
- В Черемшане установлен бюст Героя.